# 9M113 Konkurs
9M113 Konkurs (ryska: 9М113 Конкурс (tävling), NATO-beteckning: AT-5 Spandrel) är en sovjetisk pansarvärnsrobot som utvecklades som ett tyngre komplement till 9K111 Fagot. Den kan avfyras från samma lavett (9P135) som Fagot, men dess högre vikt gör att den vanligen används från fordon. Den ses ofta monterad ovanpå tornet på BMP-2.

## Versioner
- 9M113 Konkurs (AT-5a) Ursprunglig produktionsserie
- 9M113M Konkurs-M (AT-5b) med tandemladdning för att slå igenom reaktivt pansar